# Nyiry István (természettudós)
Nyiry István (Átány, 1776. május 9. – Sárospatak, 1838. augusztus 27.) természettudós, matematikus, filozófus, közíró, a Magyar Tudós Társaság rendes tagja. Szerteágazó érdeklődésű tanárember volt, élete során foglalkozott természetföldrajzi, alkalmazott matematikai és filozófiai kérdésekkel.
Neve a forrásokban Nyíry István és Nyiri István alakban is felbukkan.

## Életútja
A Sárospataki Református Kollégiumban végezte tanulmányait, eközben a német nyelv elsajátítása érdekében egy évet Lőcsén töltött. Tanulmányai végeztével, 1796–1797-ben Kassán képezte magát rajzolásból és festésből. 1797-ben sárospataki alma materében lett rajztanár, 1798-tól a mennyiségtan rendkívüli, 1806-tól rendes tanára. 1810 után természettudományokat, 1822-től földrajzot, statisztikát és neveléstudományt, 1824-től haláláig pedig filozófiát oktatott a kollégiumban.

## Munkássága
Természettudományos gondolkodását Friedrich Wilhelm Joseph Schelling nézetei alakították, valamint nagy hatással volt rá a schellingi tanokat panteisztikus rendszerré szintetizáló Karl Christian Friedrich Krause, akivel levelezésben állt. A sárospataki iskolában a természettudományokat oktató Barczafalvi Szabó Dávid és a bölcseleti előadásokat tartó Szentgyörgyi István szintén hatással voltak szemléletére. Érdeklődése szerteágazó volt, tanulmányaiban vizsgált általános természetföldrajzi kérdéseket, a földrengések okait, foglalkozott csillagászattal, az üstökösökkel és az árapályjelenséggel.
Alapvető mennyiségtani áttekintései és tankönyvei mellett legfőképpen alkalmazott matematikával foglalkozott. Tanulmányozta a matematikai statisztika alapjait, a demográfiai és gazdaságstatisztikai adatsorok számítási módját, vizsgálta az építmények mechanikai és statikai jellemzőit, több képletet is kidolgozott a hídszerkezetekben fellépő támaszerők és feszültségek kiszámításához. Tudományos munkásságának mai szemmel sajátos terméke 1819-ben megjelent írása, melyben felvázolta a bibliai események idősorát, s ennek eredményeként az első ember teremtését i. e. 4200 körülre tette.
Filozófiai elgondolásai kantiánus alapokon álltak, latin nyelvű munkáiban áttekintette a filozófiai iskolák történetét Locke-tól Hume-on és Kanton át Fichtéig, de foglalkozott nyelvfilozófiával, esztétikával és a pszichológia bölcseleti alapjaival is.
Könyvei mellett írásaival rendszeresen jelentkezett a Tudományos Gyűjtemény, a Tudománytár és a Felsőmagyarországi Minerva lapjain. Kéziratban maradt fizikai (A dynamica physica kezdete, 1811), matematikabölcseleti (A mathesis intensorum alkalmazása a philosophia tudományára, 1838) és pedagógiai (Neveléstudomány, 1822) dolgozatai, valamint Európa statisztikáját áttekintő latin nyelvű munkája a Tiszáninneni Református Egyházkerület nagykönyvtárába került.
Ifjabb éveiben költészettel és festészettel is foglalkozott.

### Társasági tagságai és elismerései
1831-ben a Magyar Tudós Társaság levelező, 1832-ben rendes tagjává választották. A sárospataki diákok önképző köre, az Ifjú Egyesület első tanárelnöke volt.

### Főbb művei
- A’ felolvadt Jeges tenger tüneményeiről: Ég, föld s’ természet-visgálati értekezések.  Tudományos Gyűjtemény,  II. évf.  7. sz. (1818)   37–63. o.
- Az időszámlálásnak az ember teremtésétől való öszveszedése.  Tudományos Gyűjtemény,  III. évf.  11. sz. (1819)   27–35. o.
- Az emberi életidő’ számvetési története, mint a polgári mennyiség tudományának kezdete.  Tudományos Gyűjtemény,  V. évf.  9. sz. (1821)   49–69. o.
- Prima elementa matheseos intensorum constructa. Cassoviae: (kiadó nélkül). 1821.
- A számvetés tudományának kezdete: A köznép és az alsóbb oskolák számára. Sárospatak: (kiadó nélkül). 1822.
- A halál philosophiája: Emlékbeszéd Rozgonyi József phil. prof. felett. Sárospatak: (kiadó nélkül). 1823.
- Conspectus philosophiae empiricae Lockii, scepticae Humii, criticae Kantii, transcendentalis Fichtii et Schellingii, ad suas categorias relati. Sárospatak: (kiadó nélkül). 1824.   (Névtelenül jelent meg.)
- Programma de statuis Graeciae. Sárospatak: (kiadó nélkül). 1827.
- Disquisitio philosophica de causis sermonis latini, grammaticis philosophiae categorias, philosophis grammaticam explicans. Sárospatak: (kiadó nélkül). 1827.
- A vigasztalásról való beszéd prof. Láczay Szabó József felett. Sárospatak: (kiadó nélkül). 1828.
- Az éhség idején leendő segedelemről, a gabonatárakról és társaságokról.  Felsőmagyarországi Minerva,   (1828)
- A tudományok öszvessége I–III. Sárospatak: (kiadó nélkül). 1829–1831.   (Negyedik kötete kéziratban maradt.)
- A’ fa és kőhiderő’ hasonlati meghatározása.  A Magyar Tudós Társaság Évkönyvei,  I. évf.  (1831 – 1832)    232–246. o.
- A tapasztalati lélekismeretből lehozott széptudomány.  Tudománytár,  I. évf.   (1834)   162–182. o.
- A’ folyóvizek’ belsőinek tudákos ismertetése.  A Magyar Tudós Társaság Évkönyvei,  III. évf.  (1834 – 1836)
- A nőjotan, a szépnem természeti jussainak alaptudománya.  A Magyar Tudós Társaság Évkönyvei,  III. évf.  (1834 – 1836)
- A földrengések tudományos ismertetése.  Tudományos Gyűjtemény,   (1835)
- A Halley-üstökös eloszolhatása.  Tudománytár,   (1835)
- Az álom philosophiája.  Tudománytár,   (1836)
- Az ipar és népszaporodás számlapjai.  Tudománytár,   (1837)
- Az angol műipar philosophiája.  Tudománytár,   (1838)

## További irodalom
- Ormós László:  Nyiry István élete.  Magyar Tudós Társasági Névkönyv,   (1840)
- Balogh Pál:  Emlékbeszéd Nyiry István r. tag felett.  A Magyar Tudós Társaság Évkönyvei,  VII. évf.  (1842 – 1844)
- Beluszky Pál:  Nyiry István földrajzi munkássága.  Borsodi Szemle,   (1961)